# 런던 레즈비언 앤드 게이 센터
런던 레즈비언 앤드 게이 센터(London Lesbian and Gay Centre)는 잉글랜드 런던에 있었던 성소수자 커뮤니티다. 1985년에 GLC(Greater London Council)가 설립했었다.